# Tachina excoriata
Tachina excoriata là một loài ruồi trong họ Tachinidae.